# Arvill Wayne Bitting
Arvill Wayne Bitting (1870-1946) est un scientifique américain.

## Biographie
Arvill Wayne Bitting est un expert dans le domaine de la conservation et de la préparation de la nourriture. Il est avec sa femme, Katherine Golden Bitting (1869-1937), un célèbre collectionneur d'ouvrages sur la gastronomie. Il a collaboré à plusieurs livres avec sa femme. Après la mort de son épouse A. W. Bitting a surveillé la production d'une bibliographie et a ensuite donné sa collection de 4 346 titres à la Bibliothèque du Congrès.

## Publications
- Appertizing: Or, the Art of Canning; Its History and Development. San Francisco Trade Pressroom 1937. Une étude complète de la conservation de la nourriture en conserves qui commencent avec les techniques développés par Nicolas Appert dont de L"Art de Conserver" qui a été publié à Paris en 1810.
- Gastronomic Bibliography. San Francisco, 1re édition, 1939. Londres (Holland Press limited) 1981, Maurizio Martino Publisher, Mansfield, 1994. Une bibliographie complète de quelque 6 000 travaux - principalement en anglais, français et allemand - des XVe au XXe siècle. Information bibliographique détaillée pour chaque entrée, avec quelques entrées annotées.